# Megalognatha sheppardi
Megalognatha sheppardi es una especie de insecto coleóptero de la familia Chrysomelidae.
Fue descrita científicamente en 1906 por Martin Jacoby.